# Charmodia
Charmodia — рід совкових з підродини совок-п'ядунів, який зустрічається в Південній Америці.

## Систематика
У складі роду:
- Charmodia lysizona Druce, 1891
- Charmodia pasithea Schaus, 1913
- Charmodia vectis Möschler, 1883